# Deșertul Iudeei

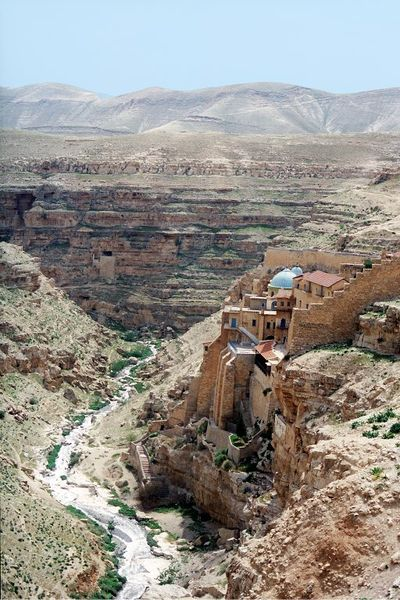
Mănăstirea Sfântul Sava ("Mar Saba"), lângă pârâul Kidron (Chedron), în Deşertul Iudeei

Deșertul Iudeei (în ebraică:מִדְבַּר יְהוּדָה Midbar Yehuda, în arabă: صحراء يهودا Sahara Yahudan) este o zonă geografică semideșertică și deșertică în regiunea istorică a Țării lui Israel sau Palestinei, azi în Israel și Cisiordania, care se întinde în lățime de la vest la est pe 15–25 km, între Munții Iudeei către vest, și Valea Iordanului și Depresiunea Mării Moarte,către care coboară în mod abrupt, către est. Pe axa sud-nord se întinde din nord-estul deșertului Neghev cu depresiunea Arad, până la răsărit de munții Hebron și  Beit El pe o lungime de 85–90 km. Limita vestică a Deșertului Iudeei, determinată de factorul climatic, trece prin versantul Munților Iudeei, de la orașul Arad la sud și până la Ramallah la nord. 
Suprafața acestui pustiu este de circa 1,500 kmp.
Deșertul Iudeei nu face parte din așa numita „Centură mondială a deșerturilor” și este caracterizat ca un „pustiu în umbra ploii”.
Denumirea de Deșertul Iudeei este târzie, fiind legată de cea a Iudeei biblice.

## Geografie
Precipitațiile în această regiune variază între 400–500 mm pe an în colinele vestice, 600 mm la vestul Ierusalimului, 400 mm la est de Ierusalim și 100 mm în partea de est, datorită unui efect „rainshadow”.
Clima este mediteraneană în partea de vest, dar este în cea mai mare parte aridă, deșertică, în est, cu o  porțiune de climă de stepă în centru.
Deșertul Iudeei este o arie cu structură morfologică particulară de-a lungul versantului de est al Munților Iudeei. Are o topografie de platou cu mai multe terase, terminându-se la est cu o margine stâncoasă abruptă care este traversat de numeroase pâraie - „wadi”-uri de la vest spre est. Pe cuprinsul ei se află și mai multe râpe, majoritatea lor abrupte, coborând la o adâncime de 365 metri în vest și 183 metri în est.
Principalele localități urbane în deșertul Iudeei sunt Ierusalim, Beit Lehem, Ierihon și Hebron.
În antichitate i se mai spunea și Yeshimon.

## Topografie

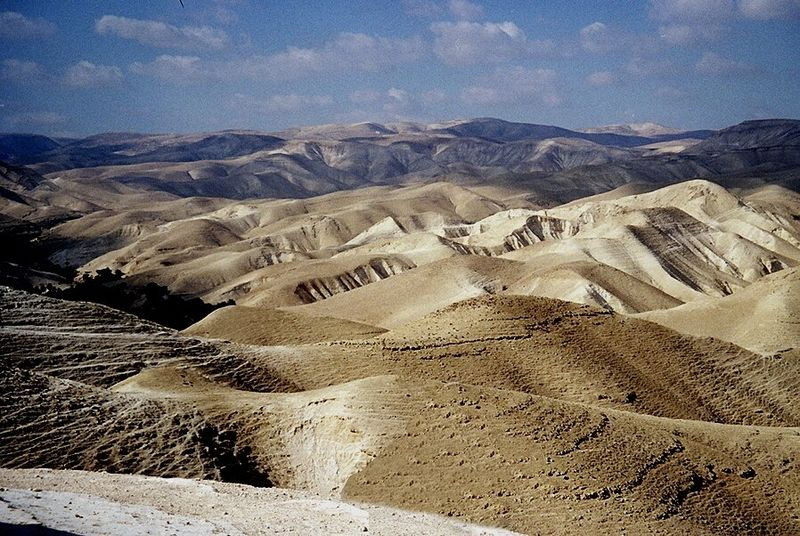
Peisaj caracteristic platoului Deşertului Iudeei

Deșertul Iudeei se împarte în patru unități topografice principale, de la vest la est:

### Treapta superioară „în flexiune”
Dinspre limita vestică se produce o coborâre abruptă către est, denumită Treapta superioară a deșertului Iudeei. 
Aceasta se divide de la nord la sud în patru sectoare principale:
- Povârnișurile Munților Ram Allah
- Sinclinalul Beit Sahur
- Anticlinalul Tekoa
- Muntele Hebron, din care se ramifică anticlinalul Maon-Mar Saba.

Altitudinea maximă a treptei în flexiune este de 970 metri la Beni Naim, iar cea minimă - 500 metri, în zona Nahal Prat.
Diferența maximă de altitudini între culme și poale, este de 500 metri,în bazinul superior al pârâului Nahal Arugot,iar diferența minimă este de 50 m în zona Tel Zif, lângă moshavul Karmel.
Unghiul pantei este destul de ascuțit - până la 15 grade, existând locuri unde este de numai 5 grade.

### Platoul deșertului

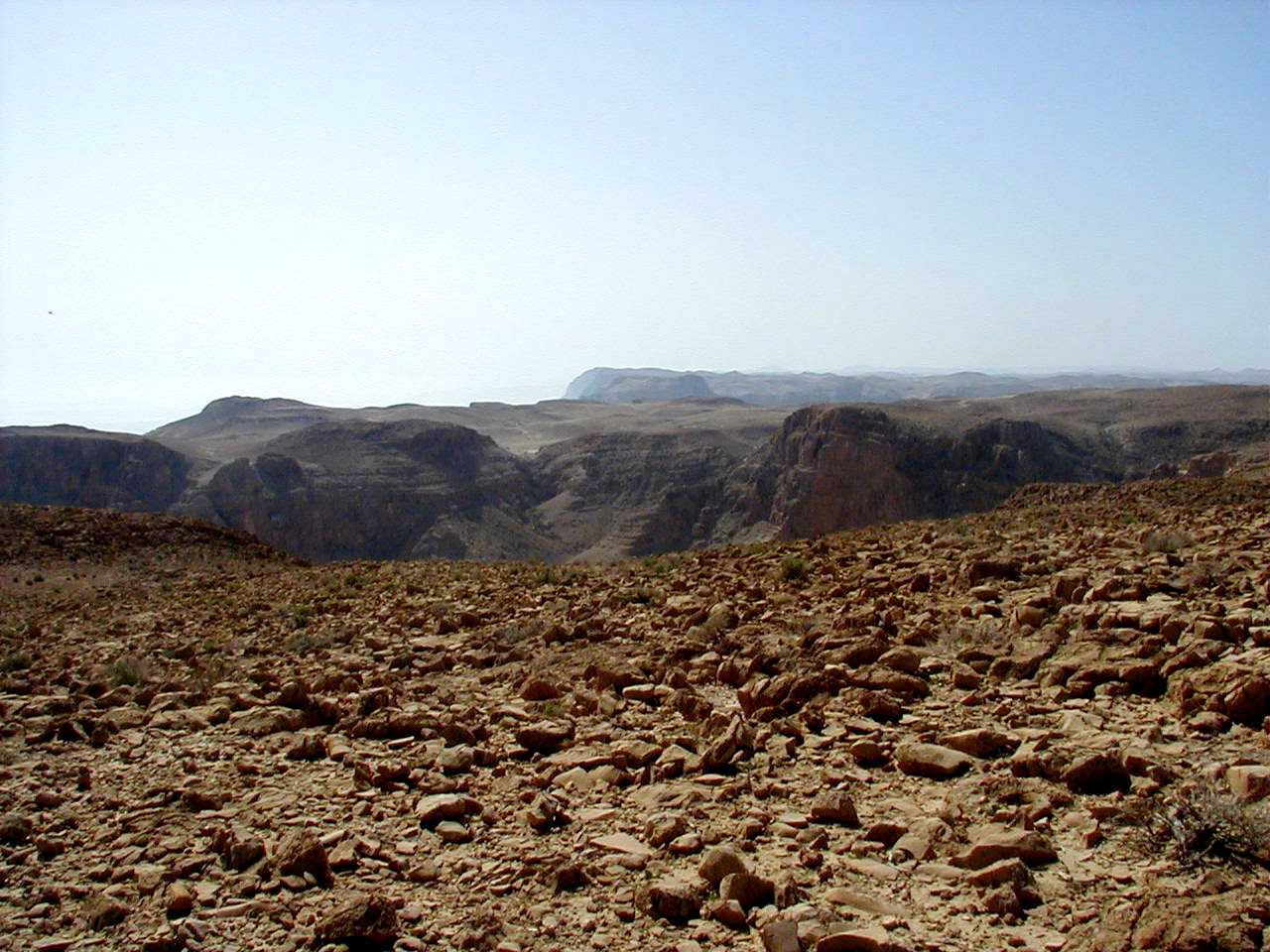
Platoul şi în faţă - Platforma marginală de est a Deşertului Iudeei desupra pârâului Nahal David la Eyn Ghedi

Platoul deșertului Iudeei este sectorul cel mai vast al acestuia, care acoperă cea mai mare suprafață a sa.
Limita lui de vest este reprezentată de poalele Treptei superioare în flexiune.
Limita lui de est, de a lungul liniei de separație dintre structura stâncoasă moale a platoului și cea de calcar a Platformei marginale de est. Platoul are o structură sinclinală, dar posedă câteva mici anticlinale (cele mai însemnate dintre ele fiind anticlinalele Muntar, Keren Al Hadjr și Kanayim) care creează trepte secundare pe versantul Deșertului.
Altitudinea medie in vestul platoului este de 600 m, iar in est -150 m deasupra nivelului mării. Diferența medie de altitudini între partea vestica si cea estica a platoului deșertului, este de 450 m, iar panta lui este domoală, în medie de 4 grade.

### Platforma marginală de est
Platforma marginală de est este o fâșie îngustă în lungul deșertului Iudeei. La vest este marginită de platoul deșertului, iar la est de marginea Taluzului faliilor. Lățimea ei maximă este de 6.5 km (în zona Nahal Tzeelim), iar cea minimă 200 m (în zona Nahal Kedem). Are forma unei table netede, un pic înclinată spre est, fiind tăiată tot la câțiva  kilometri de defileele adânci ale pâraielor. În sud Platforma marginală nu este delimitată de Taluzul faliilor, ci descinde o treaptă în flexiune bruscă  către Marea Moartă.

### Taluzul stâncos al faliilor
Taluzul sau Panta faliilor este treapta inferioară, având  diferența de altitudine cea mai mare și mai abruptă față de unitatea precedentă. Marginea stâncoasă  reprezintă limita vestică a unității, iar limita de est este formată de linia de contact dintre stâncă și șesurile aluvionare ale depresiunii Mării Moarte. În anumite locuri partea de jos a stâncii este acoperită de grohotișuri și atunci altitudinea relativă și panta abruptă se discern mai greu.
Altitudinea medie a Taluzului este de 270 m deasupra nivelului mării (deasupra pârâului Nahal Kedem), cea minimă este de 50 m sub nivelul mării (deasupra pârâului  Nahal Kidron). Diferența de altitudini dintre vârful stâncii și baza ei variază între 250–670 m. Panta este foarte bruscă, înclinarea maximă fiind de 73 grade (deasupra pârâului Hatzetzon), iar cea minimă 27 grade (în zona pârâului Nahal Rahaf).

## Geomorfologie
Pe Treapta superioară „în flexiune” domină modul flexiunii, și nu există stânci de refracție. Unghiul de deviere a straturilor de stâncă este ascuțit și paralel cu unghiul povărnișului. Majoritatea pâraielor coboară paralel cu versantul și nu pătrund în adâncime. Câteva pâraie au reușit însă să pătrundă în stânca dură și au creat defilee adânci care străbat Treapta, mai cu seamă pâraie care descind de la sinclinalul Beit Sahur prin anticlinalul Tekoa.
Pe platoul deșertului peisajul este dominat de coline rotunjite, coniforme și trapezoide, cu pereții neverticali.
Există sectoare de configurație deosebită, caracteristică Deșertului Iudeei, denumită „Configurație pestriță” (în ebraică Hatrurim). Un astfel de sector întins se află la sud de pârâul Nahal Bokek, iar altele se află în partea de nord a deșertului. În acestea se văd mii de coline rotunjite, lăsând între ele numeroase canale.  Pâraiele din platoul Deșertului Iudeei sunt de mică adâncime și în locurile unde străpung cutele secundare din platou, produc adevărate defilee.
Pe platforma marginală de est domină refracția stâncilor. Formațiunile stâncoase iau forma de horst și graben. Spre sud platforma marginală primește aspectul de cută (în zona pârâului Nahal Heimar). 
Pâraiele mari creează defileuri adânci în care se revarsă în cascade marcante (cu excepția pârâului Nahal Darga care coboară în defileu domol)
Taluzul faliilor este alcătuit din trei trepte principale, în general înguste, dar care în anumite locuri ating o lățime de 500 m și mai mult. Ele s-au format în urma unor procese de eroziune în împrejurările în care straturile de stâncă nu sunt la fel de tari, și a unor procese de refracție în lungul liniilor de falie. Partea frontală a taluzului este strapunsă de porțile marilor defilee. În partea inferioară a taluzului, în zona de sud, există o serie de trepte mici care au apărut pe urmele liniilor de coastă  ale lacului preistoric Lisan, care se întinsese la o înălțime cu 200 metri mai mare decât Marea Moartă din zilele noastre.   